# Heilig-Kreuz-Kirche (Brockel)

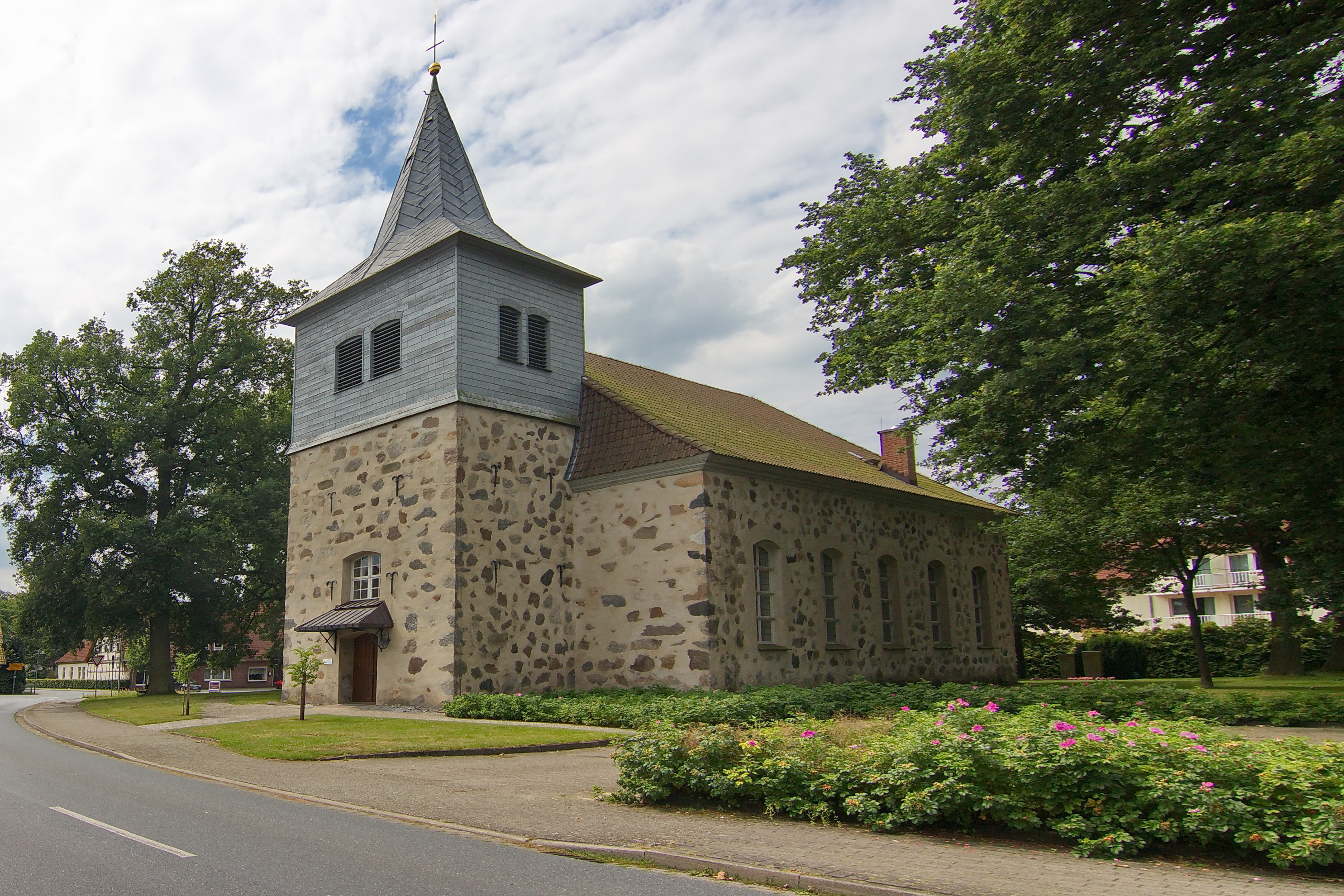
Heilig-Kreuz-Kirche

Die evangelisch-lutherische denkmalgeschützte Heilig-Kreuz-Kirche steht in Brockel, einer Gemeinde in der Samtgemeinde Bothel im Landkreis Rotenburg (Wümme) von Niedersachsen. Die Kirchengemeinde gehört zum Kirchenkreis Rotenburg (Wümme) im Sprengel Stade der Evangelisch-lutherischen Landeskirche Hannovers.

## Beschreibung
Bereits im Jahr 1190 wird in Brockel eine Kirche als Eigenkirche des Klosters Rastede urkundlich erwähnt. Sie wurde im Jahr 1804 völlig neu errichtet, nachdem der Vorgängerbau baufällig geworden war. Ihrer Zeit entsprechend, wurde sie mit einer klassizistischen Inneneinrichtung versehen. Der Innenraum ist querorientiert. Die Kirchenbänke und die Emporen an der West-, Nord- und Ostseite gruppieren sich um den mit Pilastern gegliederten mit einem geschwungenen Kanzelkorb versehenen Kanzelaltar, der an der südlichen Längswand steht. 
Die Orgel mit 17 Registern, verteilt auf zwei Manuale und ein Pedal, wurde 1869 von Philipp Furtwängler & Söhne gebaut und 2004 vom Ostfriesischen Orgelservice restauriert. Sie steht auf der Nordempore.